# HJ文庫
HJ文庫是Hobby Japan在2006年7月1日創刊的輕小說文庫。台灣由東立出版社代理。

## 簡介
- 有舉辦發掘新人的Novel Japan大獎（現為HJ文庫大賞）。
- 創刊初期封面設計和角川Sneaker文庫很難區別而受到批評，不到半年後的2007年1月新出版作品設計便大幅變更。
- 儘管是輕小說後進文庫系列，海外授權卻進行得相當迅速。在台灣和東立出版社簽訂獨佔合約，幾乎所有作品都翻譯成繁體中文。
- 2007年10月，成立以出版TRPG的Reply（遊戲歷程）為主的姊妹系列「HJ文庫G」。
- 2014年11月份設立子叢書 HJ NOVELS[1]。

## 作品列表
由於未出版書籍眾多，完整列表請見日語版條目。

### 東立出版社
- 明天好天氣（雨森麻社／下北澤鈴成）
- 亞雷克森傳奇（五代ゆう／いのまたむつみ）
- 戰姬（夏綠／シオミヤイルカ）
- 退魔少女隊（すずきあきら／明貴美加）
- 串刺少女（木村航／中村哲也）
- 抽籤勇者（日语：くじびき勇者さま）（清水文化／牛木義隆）
- 壯麗的黎明（庄司卓／四季童子）
- 郭德堡變奏曲（五代ゆう／鈴木理華）
- 高中女神（ひかわ玲子／近衛乙嗣）
- 佐藤家的選擇（貝花大介／今泉昭彦）
- 人體戰艦（大迫純一／hippo）
- 潛水艇（水城正太郎／あぼしまこ）
- 秋吉同學幫幫忙（不破悠／超肉）
- 礦物質超女（冬樹忍／魚）
- 超鋼女雪拉（寺田とものり／Ein）
- 月之少女（渡辺まさき／山田秀樹）
- 緋華Sparkling（藤原征矢／松本規之）
- 叛紅獵殺（在原竹広／弘司）
- 半熟公主（榊一郎／深山和香）
- 屍人狩獵者（葛西伸哉／金田榮路）
- 模造王女騷動記（榊一郎／藤田香）
- 女王之刃系列（沖田榮次／えぃわ）
- 惡魔少女系列（若月光／高階@聖人）
- CUTTING 傷痕（翅田大介／も）
- 重回那天（健速／雙）
- TOY JOY POP 狂熱青春（浅井ラボ／柴倉乃杏）
- 特務魔法使（すえばしけん／かぼちゃ）
- 眼鏡少女HOLIC（上栖綴人／トモセシュンサク）
- 無賴勇者的鬼畜美學（上栖綴人／卵の黄身）
- 最後大魔王（水城正太郎／伊藤宗一）
- 歡迎光臨日本上空（佐々原史緒／タスクオーナ）
- 神祕博物館（藤春都／森井しづき）
- 阿妮絲與愛擺臭臉的魔法使（花房牧生／植田亮）
- 戀上不死之男的少女（空埜一樹／ぷよ）
- BLACK SHEEP 聖夜迷途的黑羊（富永浩史／珊琶挿）
- 三坪房間的侵略者!?（健速／ポコ）
- 放學後的征服世界（若月光／步鳥）
- 新感覺奇幻冒險 傲蕉魔法使（谷口シュンスケ／京作）
- 前略。我與貓和天使同居（緋月薙／明星かがよ）
- 突然成為騎士（系緒思惟／三色網戶。）
- 鋼音之劍（無嶋樹了／rei）
- STITCH裁縫少女!（相内円／ほっぺげ）
- 我與她的絕對領域（鷹山誠一／伍長）
- 我的妹妹會讀漢字（かじいたかし／皆村春樹）
- 魔王學校裡只有我是勇者!?（夏綠／朱シオ）
- 魔龍妹與禿頭兄（谷口シュンスケ／あき）
- 旅行少女與灼熱之國（藤原征矢／田上俊介）
- 我的宅女神（すえばしけん／みえはる）
- 我拯救太多女主角引發了世界末日!?（なめこ印／和狸ナオ）
- 我果然還是渾然不覺（望公太／タカツキイチ）
- 白銀龍王的搖籃（ツガワトモタカ／ぽんじりつ）
- 我家會長是個壞壞虎斑貓。（空埜一樹／ろんど）
- 我的現實與網遊被戀愛喜劇侵蝕了（藤谷ある／三嶋くろね）
- 魔王的我與不死公主的戒指（柑橘ゆすら／しゅがすく）
- SAMURAI BLOOD武士之血（松時ノ介／津雪）
- 我對惡魔非揉不可的理由（鏡裕之/黒川いづみ）
- 月花歌姬與魔技之王（翅田大介/大場陽炎）
- 神話戰域（無嶋樹了／すみ兵）
- 火界王劍的神滅者（ツガワトモタカ／Riv）
- 百鍊霸主與聖約女武神（鷹山誠一／ゆきさん）
- 時之惡魔與三篇物語（ころみごや／かぼちゃ）
- 我的姊姊有中二病（藤孝剛志／An2A）
- 格蘭斯坦迪亞皇國物語（内堀優一／鵜飼沙樹）
- 勇者(我)和魔王(她)的客廳之戰（緋月薙／三嶋くろね）
- 漆黑英雄的一擊無雙（望公太／夕薙）

### 青文出版社
- 水乳交揉（鏡裕之／くりから）
- GIVE UP!（上栖綴人／會田孝信）

### 四季國際
- 現充王！（若櫻拓海／モノリノ）
- 墮落邪惡組織，擁抱美少女大勝利!!（岡沢六十四／むつみまさと）

### 吉美文化
- 我与她的绝对领域（鹰山诚一／伍长）
- 三坪房間的侵略者!?（健速／Poco）
- 我的妹妹会认汉字（Takashi Kajii／皆村春树）

### 未代理
- 舞-HiME★DESTINY 龍 の巫女（伊吹秀明 原作：矢立肇・舞-HiMEプロジェクト／目黑三吉）

## 動畫化作品
| 作品名稱                                                | 播放時間      | 動畫製作公司     | 備註 |
| ------------------------------------------------------- | ------------- | ---------------- | ---- |
| 最後大魔王                                              | 2010年        | ARTLAND          |      |
| 百花繚亂 SAMURAI GIRLS                                  | 2010年（1期） | Arms             |      |
| 百花繚亂 SAMURAI GIRLS                                  | 2013年（2期） | Arms             |      |
| 無賴勇者的鬼畜美學                                      | 2012年        | Arms             |      |
| 三坪房間的侵略者！？                                    | 2014年        | SILVER LINK.     |      |
| 百鍊霸王與聖約女武神                                    | 2018年        | EMT Squared      |      |
| 〈Infinite Dendrogram〉-無盡連鎖-                       | 2020年        | NAZ              |      |
| 精靈幻想記                                              | 2021年（1期） | TMS娛樂          |      |
| 精靈幻想記                                              | 2024年（2期） | TMS娛樂          |      |
| 英雄王，為了窮盡武道而轉生～而後成為世界最強見習騎士♀～ | 2023年        | STUDIO COMET     |      |
| 滿懷美夢的少年是現實主義者                              | 2023年        | Studio五組 AXsiZ |      |
| 身為魔王的我娶了奴隸精靈為妻，該如何表白我的愛？        | 2024年        | Brain's Base     |      |
| 從路人角色開始的探索英雄譚                              | 2024年        | 月虹             |      |

| 作品名稱 | 播放時間      | 動畫製作公司     | 備註     |
| --- | ------------- | ---------------- | -------- |
| 帶著智慧型手機闖蕩異世界。                                                                                            | 2017年（1期） | PRODUCTION REED  |          |
| 帶著智慧型手機闖蕩異世界。                                                                                            | 2023年（2期） | J.C.STAFF        |          |
| 為了女兒，我說不定連魔王都能幹掉。                                                                                    | 2019年        | MAHO FILM        |          |
| 眾神眷顧的男人 | 2020年（1期） | MAHO FILM        |          |
| 眾神眷顧的男人 | 2023年（2期） | MAHO FILM        |          |
| 新人大叔冒險者，被最強隊伍操到死成無敵                                                                                | 2024年        | 夢太公司         |          |
| 名湯「異世界溫泉」開拓記～30多歲溫泉狂熱者，轉生到悠閒的溫泉天國～                                                    | 2024年        | BloomZ Wolfsbane | 短篇動畫 |
| 歡迎來到日本，妖精小姐。                                                                                              | 2025年        | ZERO-G           |          |
| 差点在迷宫深处被信任的伙伴杀掉，但靠著天赐技能“无限扭蛋”获得等级9999的伙伴，我要向前队友和世界展开复仇&“给他们好看！” | 2025年        | J.C.STAFF        |          |

## 外部連結
- HJ文庫（页面存档备份，存于）（日語）

1. ↑  . HJノベルス公式Webサイト.   [2022-11-22]. （原始内容存档于2022-12-14） （日语）.